# Mark Cubitt (5e baron Ashcombe)
Pour les articles homonymes, voir Cubitt.
Mark Edward Cubitt, 5e baron Ashcombe (né le 29 février 1964) est un pair héréditaire britannique et un homme politique conservateur. 

## Biographie
Lors d'une élection partielle d'octobre 2022, il est élu pour remplacer le comte de Home à la Chambre des lords après le décès de Home en août. Il est apparenté de loin à Camilla reine Consort du Royaume-Uni.
Selon sa déclaration de candidature, Cubitt est diplômé en génie civil de l'Imperial College de Londres et fait carrière dans le secteur de l'assurance, spécialisé dans le secteur de l'énergie. Il vit à Londres et dans le Hampshire.